# 芜湖话
芜湖话是汉语江淮官话（又称淮语、江淮话）洪巢片中的一种地方方言，主要使用于芜湖市市区、芜湖县、繁昌县以及南陵县的县城和大的城镇。除此之外，在芜湖县（万春区除外）、繁昌县、南陵县(北部西部，及东南角吴滩乡一带)的乡村地区和芜湖市区的一些地区比如鸠江区的褐南村，也有很多吴语的分布，属于吴语内部宣州片（又称宣州吴语）的铜泾小片。一般而言，所谓“芜湖话”特指属于淮语的芜湖市区方言，芜湖县话或“此地话”指芜湖地区的吴语方言。

## 语音

### 聲母
|     | 開口呼     | 齊齒呼     | 合口呼     | 撮口呼     |
| --- | ---------- | ---------- | ---------- | ---------- |
| p   | 八巴包半   | 比丙必扁   | 布         |            |
| pʰ  | 扒剖傍判   | 丕片平匹   | 菩         |            |
| m   | 毛母亡木   | 民米妙免   |            |            |
| f   | 方分乏否   |            | 夫         |            |
| t   | 大歹刀旦   | 刁丁地典   | 妒         |            |
| tʰ  | 它太坦吞   | 天剃廷帖   | 土         |            |
| n   | 六乃內拉   | 尼了牛仰   | 奴         | 女         |
| ts  | 子丈尊最   |            | 爪壯諄竹   |            |
| tsʰ | 才川村催   |            | 出祖床春   |            |
| s   | 三十士辰   |            | 勺初耍栓   |            |
| ɻ   | 人用日阮   |            | 入乳銳閏如 |            |
| tɕ  |            | 己九斤佳介 |            | 主迥拽墜   |
| tɕʰ |            | 七巧囚千   |            | 犬頃徐吹去 |
| ɕ   |            | 兮小心兄下 |            | 甩瑞玄抒   |
| k   | 戈勾甘工介 |            | 古瓜怪鬼   |            |
| kʰ  | 卡可口孔去 |            | 快奎匡哭   |            |
| x   | 火哈亥浩下 |            | 戶化橫淮   |            |
| ／  | 二丸硬押牙 | 一也夭又牙 | 五外未文   | 元永役宇如 |

### 韵母
| 開口呼        | 齊齒呼        | 合口呼       | 撮口呼       |
| ------------- | ------------- | ------------ | ------------ |
| ɿ 之次史四    | i 比基尼邪    | u 夫五初乳如 | y 呂主予如去 |
| a 巴大叉卡下  | ia 佳架瑕崖下 | ua 抓耍瓜化  |              |
| ɛ 拜太才亥介  | iɛ 皆械懈也介 | uɛ 乖快淮外  | yɛ 拽搋摔帥  |
| əɻ 扯蛇而二   | ɪ 貝吠兌脆去  | uɪ 銳圭葵回  | yɪ 綴吹茄瑞  |
| ɔ 毛刀召考叫  | iɔ 彪刁小巧叫 |              |              |
| o 剖墓左火    |               |              |              |
| ə̆ɵ 茂否手口   | iə̆ɵ 牛九囚休  |              |              |
| ã 方三然巷陷  | iã 仰江向央巷 | uã 壯床關況  |              |
| õ 半卵展官    | ɪ̃ 片戀千先陷  |              | yɪ̃ 捐全弦芫  |
| ən 份成寸今朋 | in 平丁斤心   | uən 春吮困橫 | yn 迥頃旬允  |
| oŋ 風冬工用朋 | ioŋ 穹兄匈雄  |              |              |
| aʔ 八捺扎瞎胛 | iaʔ 甲恰俠胛  | uaʔ 刷括猾挖 |              |
| əʔ 白仄十厄   | ieʔ 別劣七及  |              | yeʔ 局屈薛役 |
| oʔ 伏六郭渴   | ioʔ 虐爵卻削  | uoʔ 軸入廓或 |              |

### 声调
与临近地区的老南京话类似，芜湖话有阴平、阳平、上聲、去聲、入聲五种声调
| 调类 | 阴平 | 阳平 | 上声 | 去声 | 入声 |
| ---- | ---- | ---- | ---- | ---- | ---- |
|      | 31   | 35   | 313  | 53   | 5    |

除入聲字外，芜湖话聲調系統與普通话對應緊密。比如“百”“白”“北”“伯”在芜湖话中是同音字，讀作入聲[pɛ˥]。“接”“节”“急”同音入声，“借”“季”为同音去声。

## 与其他方言的交流
一般来说，芜湖话与同属江淮官话的大多数其他方言之间交流没有太大障碍，如合肥话、扬州话等，但是与普通话仍有很大区别。芜湖话与南京市区的老南京话十分类似，且具有很多共同的特有词汇。
近年来，随着普通话的普及和外来移民的增加，一些年轻人已经把入声并入平、上、去等声调。

## 特有词汇
晏（an4）：迟、晚

滗（biq）：倾汁留物

蹅（ca1）：踩，践踏

跐（ci1）：滑的动作

杵（cu1）：捅的动作

膪（cuai4）：原意为猪腹，引申为为人软弱

厾（deq）：用指头、棍棒等点击；扔的动作

『足费』（fei4）：调皮

浮（fu2）：不踏实，不稳重

戽（hu1）：泼洒的动作

烀（hu1）：半蒸半煮

呵（ho1）：讨好、阿谀

唧（ji1）：喷射液体

搛（jien1）：（用筷子）夹

『日良』（lang4）：晒、晾

脶（lo2）：手指纹

奅（pao1）：夸大、吹牛

潽（pu1）：热水煮沸溢出

挲（正字不详）（sa1）：切的动作

嗍（suq）：吮吸

搲（wa3）：舀

枵（xiao1）：薄

挓或奓（za1）：张开

灒（zan1）：（水、液体）溅起来

沰雨（daq yu3）：淋雨

聒啖（guaq dan4）：聊天，闲谈

结涩（jiq seq）：脾气古怪，作

搭僵：难搞，难相处，难处理，又写做“搭浆”

顶龙：厉害，有本事

来丝：有本事

洋货：时髦；摆架子

老鬼（lao3 ju1）：经验老道

发惑（faq hoq）：头发昏、一时糊涂

难般：难得

亲俇（qin1 guang1）：不适宜场合下的亲昵

现世(xien4 si4)：无能，丢脸

熄火(xiq ho3)：事情搞砸了

炸弹：假货

清丝：清爽，漂亮，耐看

得货（deq ho4）：赚到便宜了

恶浪：恶心

偢骚：矫情

关饷：发工资

二报精：喜欢打小报告的人

骚（sao2）鞑子：爱出风头，八卦的人

夹（geq）热哄：夹在里面凑热闹瞎起哄，轧闹猛

背搭子：背心

踏坡子：台阶

叫嘘（qu1）子：口哨

银角（geq）子：硬币

人来疯：家里来人后小孩失去控制

诡阒（queq）阒：行为阴暗诡异

十三点：神经有问题，二百五

不清头：脑子不清楚

不务心：不称心不舒心，心里不爽

不吃劲：不重视

不一当：主次颠倒

神知无知：迷迷糊糊或胆大妄为

血乎拉几：血淋淋的样子

乌马洋兮：不正当，野路子

孬儿八哄：呆傻的样子

黑漆麻乌：黑漆漆的

镗炮子子：小赤佬，骂小孩的话

小器巴拉：不大方

禽唏鬼叫：声嘶力竭的样子

奸里巴兮：为人不光明磊落

七屁八磨：讲话不靠谱

古里八怪：希奇古怪

## 注解
1. ↑  《普通話基礎方言基本词匯集》陈章太，李行健主編，语言出版社，1996年
2. ↑  《安徽省志·方言志》